# Edgardo Gulotta
Edgardo Gulotta (Roma, 26 maggio 1959) è un giornalista italiano.

## Biografia
Edgardo Gulotta vince nel 1982 una delle 75 borse di studio Fieg-Fnsi per l’avviamento alla professione giornalistica. Fa la sua esperienza prima al settimanale “Il Mondo”, poi, su sua richiesta, alla “Voce Repubblicana”. Il 25 gennaio 1985 diventa giornalista professionista.
Fino al 1989 lavora sotto la direzione di Giovanni Spadolini e Stefano Folli alla “Voce Repubblicana” dove diventa caporedattore prima di approdare, nel 1989, a Tmc, TeleMontecarlo. Qui segue il telegiornale, coordinandone nel corso degli anni le diverse edizioni ma facendo anche esperienza nei programmi, sia come conduttore che come curatore. Nel 1991, con l’arrivo alla guida del Tg di Sandro Curzi, diventa caporedattore e responsabile della redazione politica. Nel 1998, durante la direzione di Antonio Lubrano, passa all’ufficio centrale del Tg, dove si trova quando nel 2001 la televisione si trasforma, durante la direzione di Gad Lerner, ne La7. 
Alla fine di quello stesso anno il nuovo direttore Nino Rizzo Nervo lo nomina suo vice. L’anno successivo riceve da Giulio Giustiniani, che aveva preso il posto di Rizzo Nervo, l’incarico di seguire le attività multimediali. Così La7 nel 2003 crea per Tim il primo prodotto italiano di informazione per la telefonia mobile: un tg in formato mms, un prodotto innovativo seguito quasi subito dal primo telegiornale per la telefonia cellulare. L’anno successivo viene avviata la presenza di La7 sul televideo. Lo sforzo maggiore è comunque rivolto ad internet: dalla primavera del 2004 La7 cura l’area news di Alice, il marchio di Telecom per i servizi Adsl. Nel 2005 parte una nuova attività di La7: una Ip-television per la Camera di Commercio di Milano. Nell’estate del 2007 il sito di informazioni della rete viene rivoluzionato: ad ogni notizia della homepage corrisponde un filmato, una strada presto seguita da tutte le altre emittenti.
Dal 2002 ha la responsabilità dell’edizione meridiana del Tg La7. Da ottobre 2006 coordina le prime serie del settimanale “Cognome & Nome”. Da gennaio 2007 è vicario del nuovo direttore Antonello Piroso. Da marzo 2009 torna in onda diventando uno dei conduttori del dibattito di Omnibus.
Con Enrico Mentana conduce diversi programmi: da settembre 2013 il contenitore Night Desk, da settembre 2015 Omnibus News, il nuovo programma del mattino. Da marzo del 2021 è uno dei conduttori del tg delle 20. Da settembre 2023 torna a guidare il dibattito di Omnibus.

Collabora a diverse riviste e partecipa come chairman a convegni e seminari di aggiornamento professionale per grandi aziende, da Telecom Italia a IBM.